# Tiffany James
Tiffany James (née le 31 janvier 1997) est une athlète jamaïcaine, spécialiste du 400 mètres.

## Biographie
Troisième des championnats du monde jeunesse de 2013, elle devient championne du monde junior du 400 mètres en 2016 à Bydgoszcz.

## Palmarès
| Date | Compétition                              | Lieu         | Résultat | Épreuve       | Temps                    |
| ---- | ---------------------------------------- | ------------ | -------- | ------------- | ------------------------ |
| 2013 | Championnats du monde cadets             | Donetsk      | 3e       | 400 m         | 53 s 56                  |
| 2016 | Championnats du monde juniors            | Bydgoszcz    | 1re      | 400 m         | 51 s 32                  |
| 2016 | Championnats du monde juniors            | Bydgoszcz    | 2e       | 4 × 400 m     | 3 min 31 s 01            |
| 2018 | Championnats du monde en salle           | Birmingham   | finale   | 4 × 400 m     | DQ                       |
| 2018 | Coupe du monde                           | Londres      | 2e       | 4 x 400 m     | 3 min 24 s 29            |
| 2018 | Jeux d'Amérique centrale et des Caraïbes | Barranquilla | 1re      | 400 m         | 52 s 35                  |
| 2018 | Jeux d'Amérique centrale et des Caraïbes | Barranquilla | 2e       | 4 x 400 m     | 3 min 30 s 67            |
| 2019 | Relais mondiaux de l'IAAF                | Yokohama     | 5e       | 4 x 400 m     | 3 min 28 s 30            |
| 2019 | Jeux panaméricains                       | Lima         | 3e       | 4 x 400 m     | 3 min 27 s 61            |
| 2019 | Championnats du monde                    | Doha         |          | 4 x 400 m     |                          |
| 2019 | Championnats du monde                    | Doha         | 2e       | 4 x 400 mixte | 3 min 11 s 78            |
| 2022 | Championnats du monde en salle           | Belgrade     | 1re      | 4 × 400 m     | Participation aux séries |
| 2022 | Championnats du monde                    | Eugene       | 5e       | 4 x 400 mixte | 3 min 12 s 71            |

## Records
| Épreuve | Performance | Lieu      | Date            |
| ------- | ----------- | --------- | --------------- |
| 400 m   | 51 s 32     | Bydgoszcz | 21 juillet 2016 |